# Klinniki
Klinniki (biał. Кліннікі; ros. Клинники) – wieś na Białorusi, w obwodzie witebskim, w rejonie dokszyckim, w sielsowiecie Biehomla. W 2009 roku liczyła 4 mieszkańców.